# Полугусеничный движитель

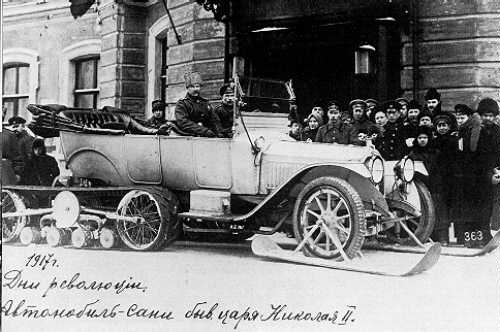
Автомобиль-сани «Packard» Николая II, оборудованный гусеничным движителем системы Кегресса (1917 год). На передних колёсах закреплены съёмные лыжи, позволяющие быстро переоснащать автомобиль с полугусеничного хода на лыжно-гусеничный и обратно в зависимости от наличия снега

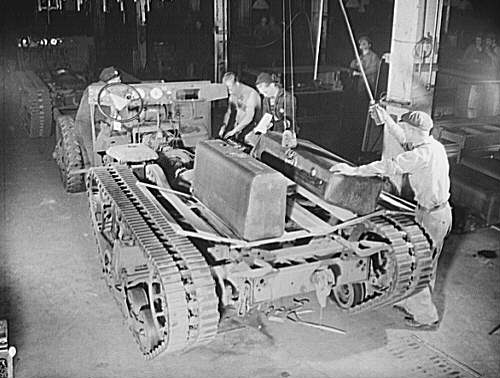
Сборка бронетранспортёра M3. Хорошо виден полугусеничный движитель машины

Полугусеничный движитель — движитель полугусеничных машин и механизмов, состоящий из используемых одновременно гусеничного и колёсного (лыжного) движителей (в отличие от колёсно-гусеничного движителя, состоящего из колёсного и гусеничных движителей, используемых поочерёдно).
В честь предложившего её в начале XX века французского изобретателя Адольфа Кегресса иногда называют подвеска Кегресса.

## Устройство
Полугусеничный ход включает в себя гусеничный движитель, обычно расположенный на месте заднего моста или мостов аналогичных колёсных машин, и управляемый ведущий или неведущий мост (колёсный или лыжный). Нагрузка от задней части кузова полугусеничной машины распределяется набором опорных катков, что создает малое удельное давление на поверхность (обычно существенно меньшее, чем у колёсных аналогов, но большее, нежели у гусеничных машин). Поворот машины, в зависимости от конструктивных особенностей конкретной модели, может осуществляться поворотом управляемых колёс, подтормаживанием соответствующей гусеницы или комбинированным способом.
Близким аналогом полугусеничного является широко применяемый на снегоходах лыжно-гусеничный движитель. Возможность быстрого переоборудования ходовой части в лыжно-гусеничную путём закрепления на колёсах специальных съёмных лыж предусматривалась также конструкцией многих полугусеничных машин.

## Применение
Типичным примером транспортного средства с полугусеничным движителем являются полугусеничные автомобили, ныне преимущественно вышедшие из употребления и не производящиеся серийно.
В отличие от автомобильной техники, где применение полугусеничного движителя ныне в большинстве случаев считается менее эффективным по сравнению с колёсным и гусеничным, в сельскохозяйственной технике полугусеничный движитель (съёмные приспособления для оснащения которым называются полугусеничным ходом) является востребованным и достаточно широко применяется для повышения проходимости и тягово-сцепных характеристик машин на сложных грунтах.
В наши дни существует перспектива возрождения интереса к применению полугусеничных движителей в автомобильной технике, связанная со значительным увеличением долговечности гусениц и наличием шин, способных обеспечить соизмеримое с гусеничным движителем давление на грунт. В сравнении с колёсными автомобилями полугусеничный автомобиль может иметь более высокую проходимость благодаря применению гусеничного движителя, а в сравнении с чисто гусеничными машинами — иметь более высокие максимальные скорости движения благодаря использованию кинематического (при помощи управляемых колёс) способа поворота.

## Галерея

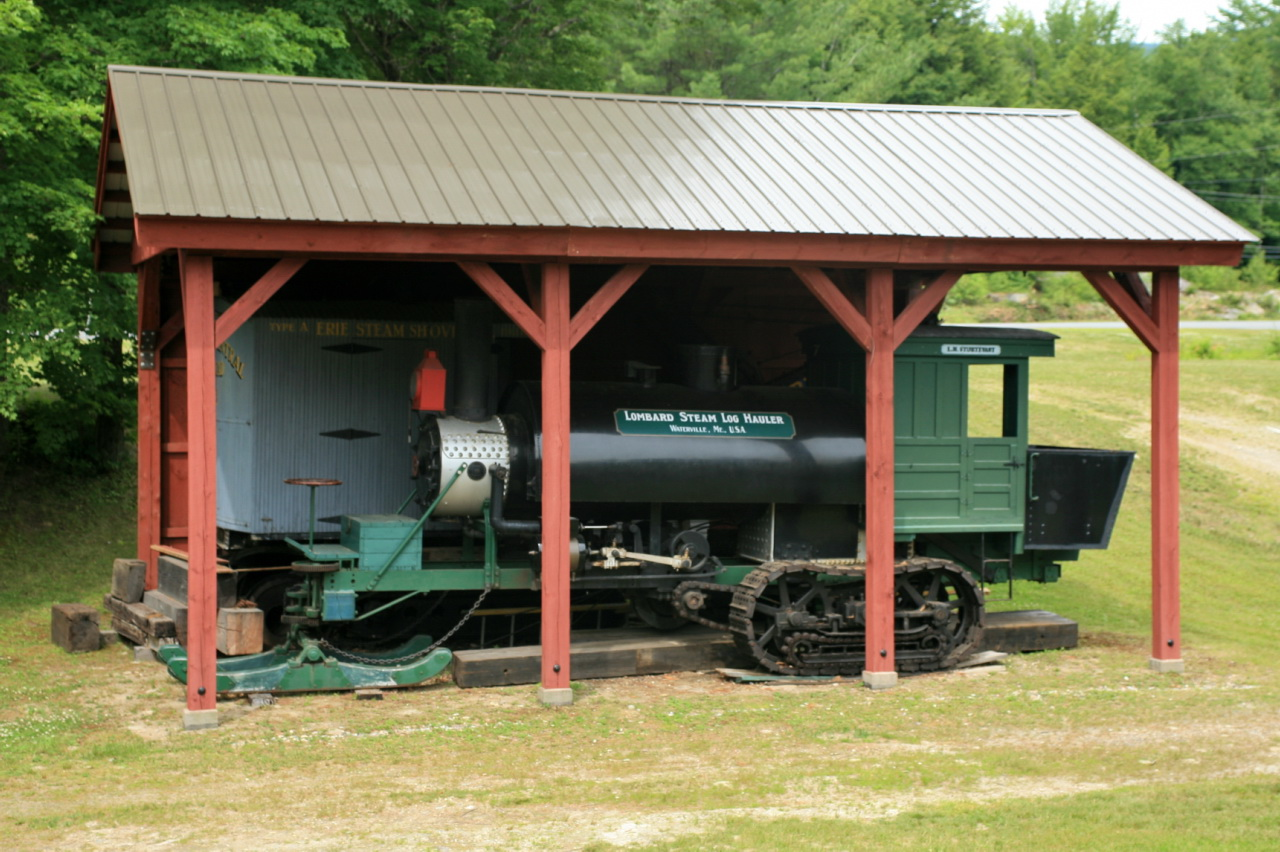
1901 год.
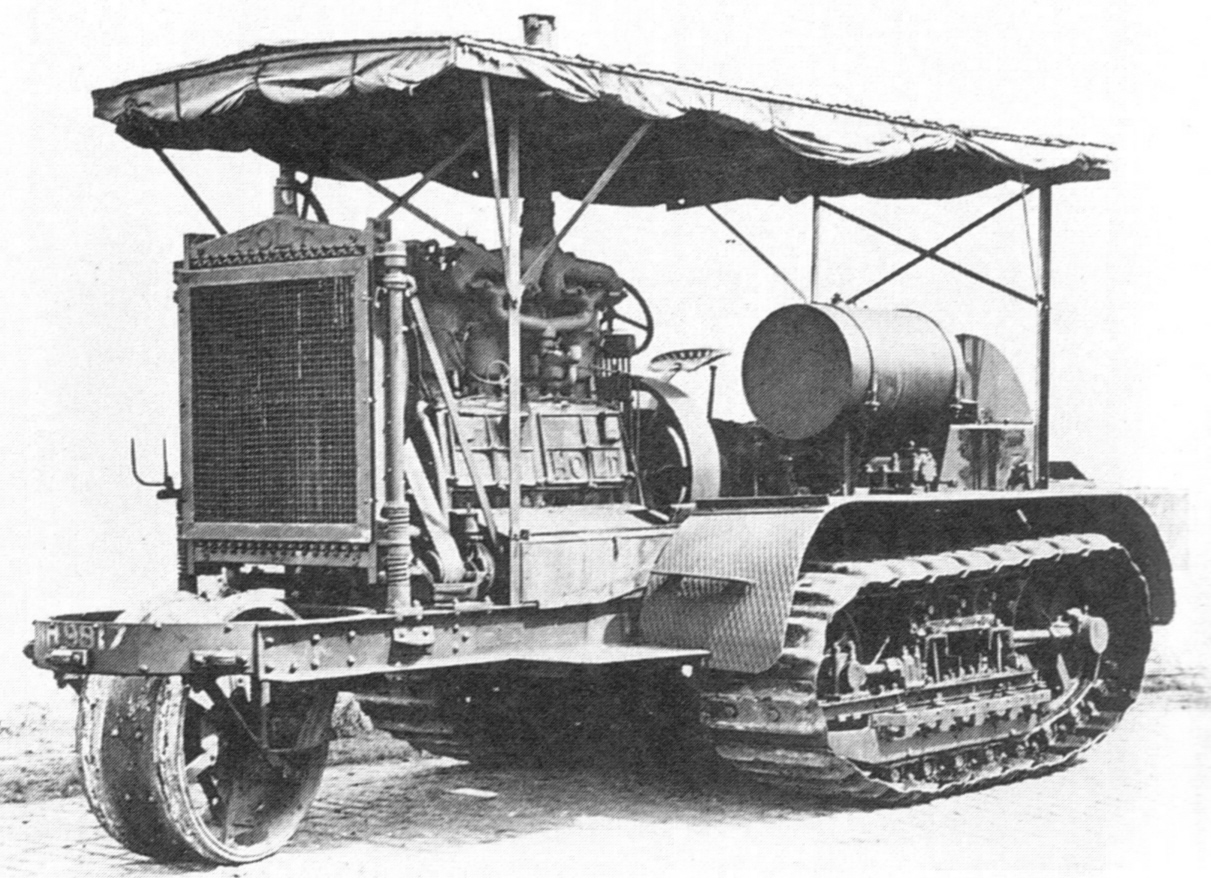
Артиллерийский тягач Холта.
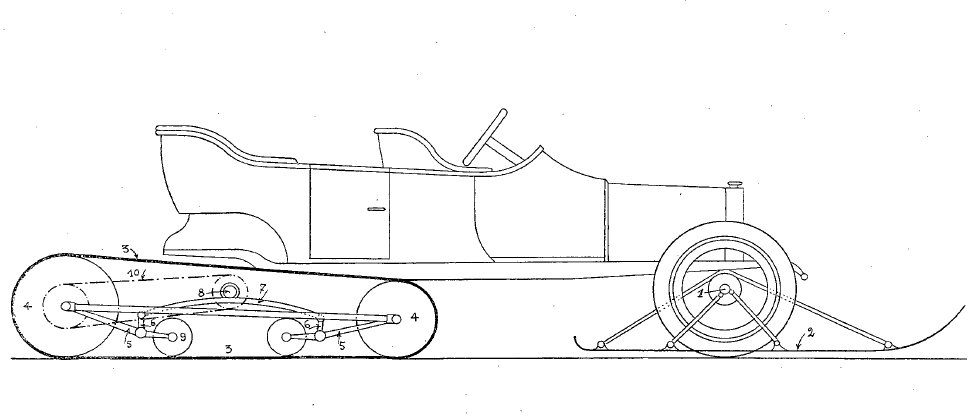
Kégresse’s 1913 design.
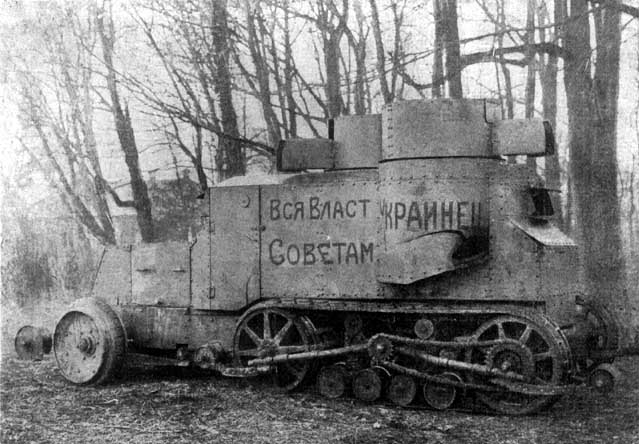
Бронеавтомобиль «Остин-Кегресс» — первая серийная полугусеничная броневая машина.
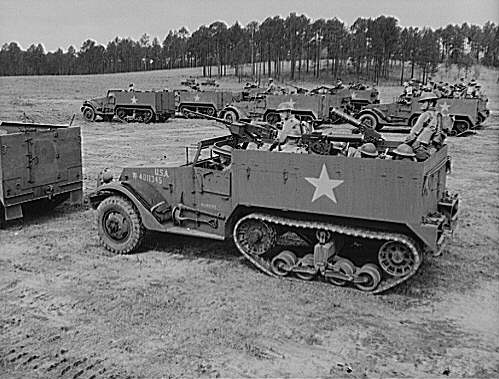
Бронетранспортёр M2.
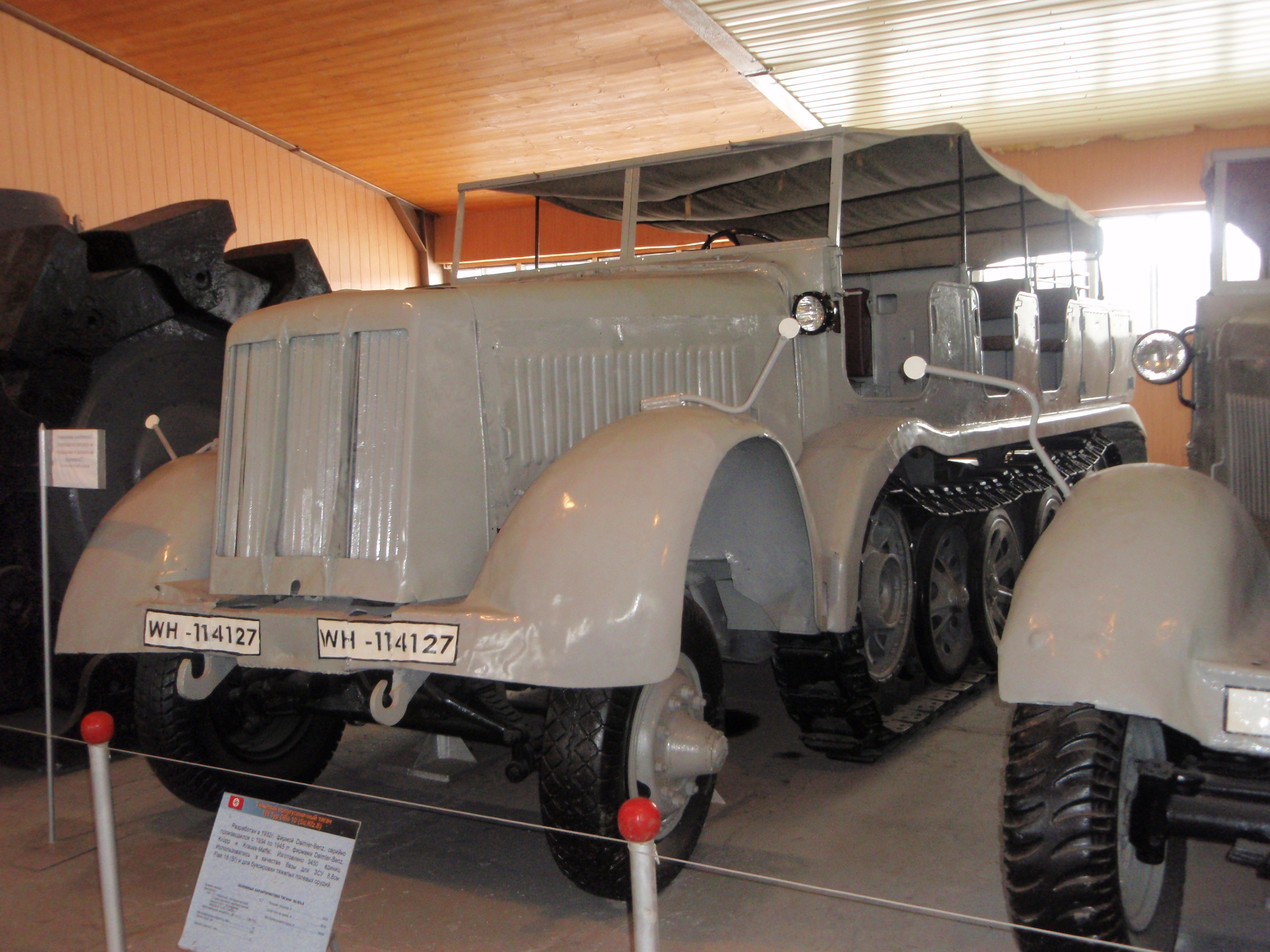
Полугусеничный тягач Sd.Kfz. 8.
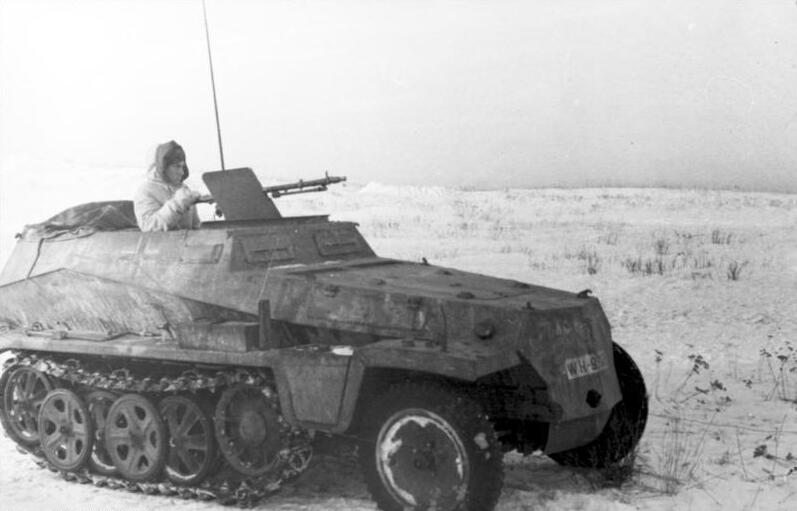
Базовая модель Sd.Kfz.250/1.
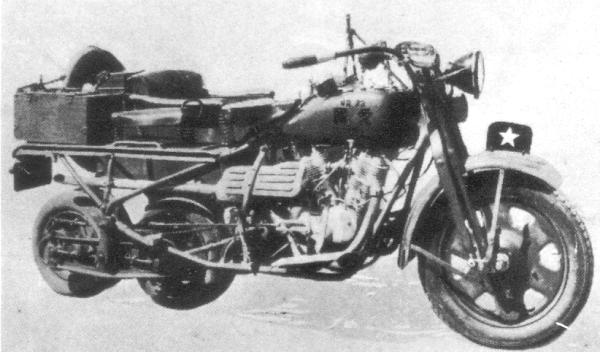
Трехосный мотоцикл Shishido (SSD). Тяжелый мотоцикл с двумя меньшими приводными задними колесами, реквизированный японской армией в небольших количествах. При необходимости проходимость по бездорожью можно было повысить за счет резиновой гусеницы над двумя задними колесами.